# Копадо, Лукас
Лу́кас Ферна́ндо Копа́до Шробенха́узер (нем. Lucas Fernando Copado Schrobenhauser; 10 января 2004 год, Мюнхен, Германия) — немецкий футболист, нападающий клуба «Падерборн 07».

## Клубная карьера
Начал заниматься футболом в клубе «Унтерхахинг», а в 2016 году попал в академию «Баварии». 27 августа 2021 года он дебютировал за фарм-клуб «Бавария II» в региональной лиге «Бавария». В том матче он забил гол на 81 минуте. 7 января 2022 года дебютировал в Бундеслиге в матче против мёнхенгладбахской «Боруссии», выйдя на замену на 75 минуте.

## Карьера в сборной
Выступал за все сборные Германии возрастом от 16 до 19 лет.